# Thẻ thông minh

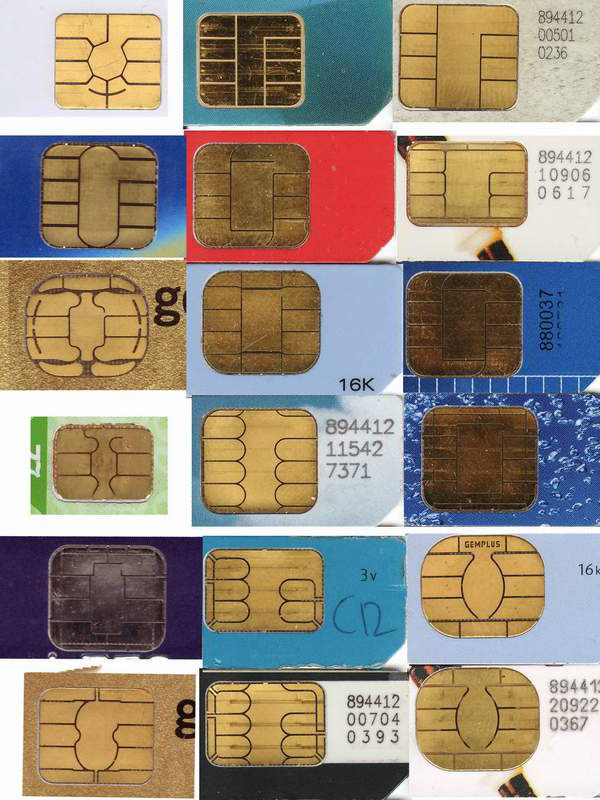
Với loại thẻ thông minh có tiếp xúc, có nhiều kiểu sắp đặt các điểm tiếp xúc trên thẻ

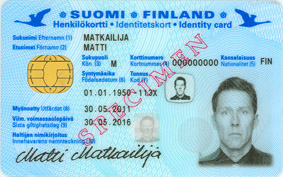
Thẻ căn cước Phần Lan

Thẻ thông minh, thẻ gắn chip, hay thẻ tích hợp vi mạch (tiếng Anh: integrated circuit card, viết tắt ICC) là loại thẻ bỏ túi thường có kích thước của thẻ tín dụng, bên trong chứa một mạch tích hợp có khả năng lưu trữ và xử lý thông tin. Nó có thể đóng vai trò như thẻ căn cước, thực hiện việc xác thực thông tin, lưu trữ dữ liệu hay dùng trong các ứng dụng thẻ. Có hai loại thẻ thông minh chính. Các thẻ nhớ (memory card) chỉ chứa các thành phần bộ nhớ bất biến (non-volatile memory), và có thể có một số chức năng bảo mật cụ thể. Thẻ vi xử lý chứa bộ nhớ khả biến (volatile memory) và các thành phần vi xử lý. Thẻ làm bằng nhựa, thường là PVC, đôi khi ABS. Thẻ có thể chứa một ảnh 3 chiều (hologram) để tránh các vụ lừa đảo.

## Tổng quan
Thẻ thông minh cũng có một số đặc trưng như sau:
- Thông thường có kích thước cỡ một thẻ tín dụng. Chuẩn ID-1 của ISO/IEC 7810 quy định là 85,60 × 53,98 mm. Một kích thước khác cũng khá thông dụng là ID-000 tức cỡ 25 x 15 mm. Cả hai kích thước này đều có bề dày là 0,76 mm.
- Chứa một hệ thống an ninh có các tính chất nhằm chống giả mạo (chẳng hạn, một vi xử lý chuyên dụng dùng cho bảo mật, một hệ thống an ninh quản lý file, các dấu hiệu có thể kiểm tra bằng mắt người) và có khả năng cung cấp các dịch vụ an ninh (chẳng hạn, bảo mật thông tin trong bộ nhớ).
- Tài nguyên trên thẻ được quản lý bởi một hệ thống quản trị trung tâm mà cho phép trao đổi thông tin và cấu hình cài đặt với thẻ thông qua hệ thống an ninh nói trên
- Dữ liệu trên thẻ được truyền đến hệ thống quản trị trung tâm nhờ vào các thiết bị đọc thẻ, chẳng hạn máy đọc vé, ATM v.v.

### Những thuận lợi
Thẻ thông minh cho phép thực hiện các giao dịch kinh doanh một cách hiệu quả theo một cách chuẩn mực, linh hoạt và an ninh mà trong đó con người ít phải can thiệp vào.
Thẻ thông minh giúp chúng ta thực hiện việc kiểm tra và xác nhận chặt chẽ mà không phải dùng thêm các công cụ khác như mật khẩu...Chính vì thế, có thể thực hiện hệ thống dùng cho việc đăng nhập sử dụng máy tính, máy tính xách tay, dữ liệu bảo mật hoặc các môi trường kế hoạch sử dụng tài nguyên của công ty như SAP, v.v..với thẻ thông minh là phương tiện kiểm tra và xác nhận duy nhất.

## Lịch sử
Thẻ gắn chip tự động đầu tiên được phát minh vào năm 1968 bởi khoa học gia tên lửa người Đức Helmut Gröttrup và đồng nghiệp của ông là Jürgen Dethloff; bằng sáng chế này cuối cùng cũng được công nhận vào năm 1982. Lần đầu tiên dùng thẻ loại này với số lượng lớn là ở Pháp, dùng trong việc thanh toán điện thoại công cộng dùng thẻ hoặc xu ở Pháp, bắt đầu vào năm 1983.'Télécarte).
Roland Moreno đăng ký bằng sáng chế về thẻ nhớ vào năm 1974.Năm 1977, Michel Ugon thuộc công ty Honeywell Bull phát minh ra thẻ thông minh vi xử lý đầu tiên. Năm 1978, Bull đăng ký bằng sáng chế về SPOM (Bộ vi tính một chip tự lập trình được -Self Programmable One-chip Microcomputer) mà đưa ra được một kiến trúc cần thiết để tự động lập trình lên một chip trên thẻ. Ba năm sau, chi đầu tiên dùng cho thẻ mang tên "CP8" được Motorola sản xuất dựa trên bằng sáng chế này. Vào thời đó, Bull đã có 1200 bằng sáng chế liên quan đến thẻ thông minh. Năm 2001, Bull bán bộ phận CP8 của họ và tất cả các bằng sáng chế liên quan cho Schlumberger. Schlumberger ghép bộ phận về thẻ thông minh của họ với CP8 và đặt tên là Axalto. Đến năm 2006, Axalto và Gemplus, là hai nhà máy sản xuất thẻ thông minh lớn nhất thế giới vào thời điểm đó, kết hợp lại với nhau và lấy tên là Gemalto.
Việc tích hợp chip vào trong tất cả các thẻ tài khoản của Pháp (Carte Bleue) hoàn tất vào năm 1992. Khi thanh toán ở Pháp bằng Carte Bleue, người ta nhét thẻ vào trong một trạm đầu cuối của ngân hàng, rồi nhập tiếp PIN trước khi quá trình thanh toán được chấp nhận. Chỉ có rất ít quy trình thanh toán được chấp nhận mà không phải khai báo PIN (chẳng hạn như việc thanh toán lệ phí cầu đường với số tiền nhỏ).
Các hệ thống thanh toán điện tử dựa trên thẻ thông minh (mà trong các hệ thống này, số dư tài khoản được lưu trữ ngay trên chip của thẻ, không cần phải lưu trên một tài khoản bên ngoài tại ngân hàng, điều này cho phép các trạm đầu cuối quyết định luôn việc chấp nhận thanh toán từ thẻ hay không mà không cần phải nối mạng về trung tâm ở ngân hàng) đã được thử nghiệm ở châu Âu từ giữa những năm 1990, đặc biệt là ở Đức (Geldkarte), Úc (Quick), Bỉ (Proton), Pháp (Moneo), Hà Lan (Chipknip and Chipper), Thụy Sĩ ("Cash"), Na Uy ("Mondex"), Thụy Điển ("Cash"), Phần Lan ("Avant"), Anh ("Mondex"), Đan Mạch ("Danmønt") and Bồ Đào Nha ("Porta-moedas Multibanco").
Sự bùng nổ dùng thẻ thông minh bắt đầu trong thập niên 90, khi có sự xuất hiện của SIM dùng trong thiết bị điện thoại di động GSM ở châu Âu. Cùng với việc mạng di động mở rộng khắp châu Âu, thẻ thông minh ngày càng trở nên thông dụng.
Vào năm 1993, các đại gia trong ngành thanh toán quốc tế như MasterCard, Visa, và Europay thỏa thuận cùng hợp tác để xây dựng nên chuẩn kỹ thuật cho việc dùng thẻ thông minh trong các thẻ thanh toán ở cả hai loại thẻ tài khoản và thẻ tín dụng. Phiên bản đầu tiên của hệ thống EMV này được công bố vào năm 1994. Đến năm 1998, một phiên bản khác tin cậy hơn ra đời. EMVco Lưu trữ ngày 5 tháng 6 năm 2020 tại Wayback Machine, công ty mà chịu trách nhiệm bảo trì lâu dài hệ thống này, đã nâng cấp chuẩn kỹ thuật vào năm 2000 và một lần nữa gần đây nhất là năm 2004. Mục tiêu của công ty EMV là phải đảm bảo với các tổ chức tài chánh và các đại lý rằng các chuẩn kỹ thuật dù phát triển nhưng vẫn phải giữ được tương thích với phiên bản 1998.
Ngoại trừ một số nước như Mỹ, nhìn chung trên toàn thế giới đã có những bước phát triển đáng kể trong việc xây dựng các thiết bị tại các điểm bán tuân thủ theo EMV cũng như việc phát hành các thẻ tín dụng và thẻ tài khoản thỏa mãn các yêu cầu kỹ thuật của EMV. Lấy ví dụ, một hiệp hội thanh toán toàn quốc của một nước nào đó, liên kết với MasterCard International, Visa International, American Express và JCB, phát triển các dự án triển khai chi tiết nhằm đảm bảo thỏa mãn việc sử dụng cho nhiều loại tài khoản khác nhau.
Thẻ thông minh với giao tiếp không cần tiếp xúc đã trở nên ngày càng phổ biến trong các ứng dụng thanh toán và mua vé, chẳng hạn trong bài toán bán vé vận tải công cộng. Hiện nay, Visa và MasterCard đã đồng ý thực hiện một phiên bản tại Mỹ (2004 – 2006).
Nhìn toàn cảnh thế giới, các hệ thống thu phí giao thông dùng thẻ thông minh không tiếp xúc hiện đang được triển khai nhiều. Nhiều chuẩn khác nhau xuất hiện ở nhiều địa phương khác nhau và thường không tương thích với nhau, mặc dầu hiện nay thẻ theo chuẩn MIFARE của Philips đang có một thị phần đáng kể ở cả Mỹ và châu Âu.
Thẻ thông minh hiện đang bắt đầu được dùng trong các dự án làm thẻ chứng minh nhân dân cũng như các loại giấp phép ở các mức vùng, toàn quốc hay toàn cầu. Các dự án làm thẻ công dân, giấy phép lái xe, thẻ bệnh nhân trên cơ sở thẻ thông minh ngày càng nhiều. Lấy ví dụ, ở Malaysia, dự án thẻ chứng minh nhân dân trong nước, mang tên MyKad, là một loại thẻ bắt buộc mọi người dân phải làm. Thẻ chứng minh này có 8 ứng dụng khác nhau và cung cấp đến 18 triệu người dùng. Thẻ thông minh không tiếp xúc hiện đang được tích hợp vào giấy thông hành sinh trắc ICAO để tăng cường tính an ninh trong phạm vi quốc tế.

## Thẻ thông minh có tiếp xúc
Loại thẻ thông minh có tiếp xúc có một diện tích tiếp xúc, bao gồm một số tiếp điểm mạ vàng, và có diện tích khoảng 1 cm vuông. Khi được đưa vào máy đọc, con chip trên thẻ sẽ giao tiếp với các tiếp điểm điện tử và cho phép máy đọc thông tin từ chip và viết thông tin lên nó.
Các chuẩn ISO/IEC 7816 và ISO/IEC 7810 quy định:
- hình dạng và kích thước vật lý
- vị trí và hình dạng của các tiếp điểm điện tử
- các đặc tính điện
- các giao thức thông tin, bao gồm định dạng của các lệnh gởi đến thẻ và các đáp ứng từ thẻ.
- độ tin cậy của thẻ
- chức năng

Thẻ không có pin; năng lượng làm việc sẽ được cấp từ máy đọc thẻ.

## Mô tả các đặc tính điện
VCC: Đầu vào cung cấp nguồn

Một sơ đồ sắp xếp các điểm tiếp xúc

RST: Hoặc là tín hiệu reset cung cấp từ máy đọc hoặc dùng tổ hợp với mạch điều khiển reset bên trong (tùy theo loại thẻ).
CLK: Tín hiệu xung đồng hồ hay định thì (tùy chọn theo loại thẻ).
GND: Đất.
VPP: Đầu vào điện áp lập trình (dùng hay không cũng tùy loại thẻ).
I/O: Dữ liệu ra hay vào của chip nằm bên trong thẻ.
LƯU Ý – Việc dùng hai điểm tiếp xúc còn lại sẽ được xác định dựa vào chuẩn ứng dụng thích hợp.

### Máy đọc thẻ
Máy đọc thẻ thông minh có tiếp xúc đóng vai trò trung gian liên kết giữa thẻ thông minh với một máy chủ, chẳng hạn, đó là một máy vi tính, một đầu cuối ở một điểm bán, hay một điện thoại di động.
Ví các chip trên thẻ thông minh dùng trong giao dịch tài chính cũng giống như các chip dùng trên SIM của điện thoại di động, chỉ khác cách lập trình và cách ghép vào miếng PVC có hình dạng khác nhau. Mặt khác, hiện nhu cầu dùng thẻ thông minh làm SIM là rất lớn cho nên các nhà sản xuất chip hiện đang tập trung vào việc sản xuất chip các chuẩn của điện thoại di động GSM/G3. Vì thế, mặc dầu EMV cho phép chip trên thẻ có thể gây tiêu hao một dòng khoảng 50mA từ máy đọc, hiện nay các chip đều chỉ tiêu hao chưa tới 6mA theo chuẩn của công nghiệp điện thoại. Điều này cho phép các máy đọc thẻ dùng trong giao dịch tài chính ngày càng nhỏ hơn và rẻ hơn, và tiến đến có thể trang bị cho mọi máy PC ở nhà một máy đọc thẻ cũng như phần mềm để bạn có thể mua sắm trên internet một cách dễ dàng và an ninh hơn.

## Thẻ thông minh không tiếp xúc
Một loại thẻ thứ hai là thẻ thông minh không tiếp xúc, đây là loại thẻ mà chip trên nó liên lạc với máy đọc thẻ thông qua công nghệ cảm ứng RFID (với tốc độ dữ liệu từ 106 đến 848 kbit/s). Những thẻ này chỉ cần đặt gần một anten để thực hiện quá trình truyền và nhận dữ liệu. Chúng thường được dùng trong các tình huống truyền nhận dữ liệu thật nhanh hay khi người chủ thẻ cần rảnh tay, chẳng hạn ở các hệ thống giao thông công cộng mà có thể sử dụng không cần rút thẻ ra khỏi ví.
Chuẩn thông tin cho thẻ thông minh không tiếp xúc là ISO/IEC 14443, phát hành năm 2001. Nó quy định hai kiểu thẻ không tiếp xúc ("A" and "B"), cho phép liên lạc với khoảng cách lên đến 10 cm. Cũng có một vài chuẩn khác như ISO 14443 kiểu C, D, E và F mà đã bị loại bỏ bởi International Organization for Standardization. Một chuẩn khác của thẻ thông minh là ISO 15693, cho phép thông tin ở khoảng cách lên đến 50 cm.
Một số ví dụ của việc dùng thẻ thông minh không tiếp xúc là thẻ Octopus của Hồng Kong, và thẻ Suica của Japan Rail; mà đã xuất hiện trước khi có chuẩn ISO/IEC 14443. Các hình sau cho thấy một số thẻ thông minh dùng trong giao thông công cộng và ứng dụng thanh toán điện tử.

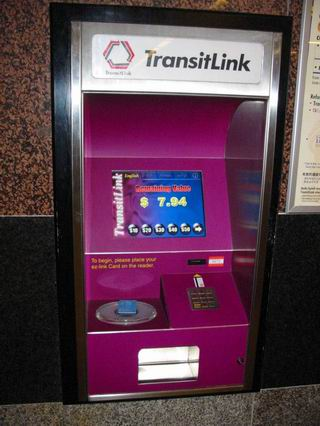
Thẻ dùng cho MRT của Singapore EZlink Lưu trữ ngày 5 tháng 10 năm 2010 tại Wayback Machine
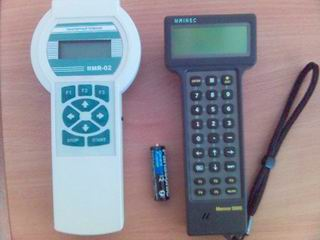
Novosibirsk (Nga). Đầu cuối thu phí giao thông CFT
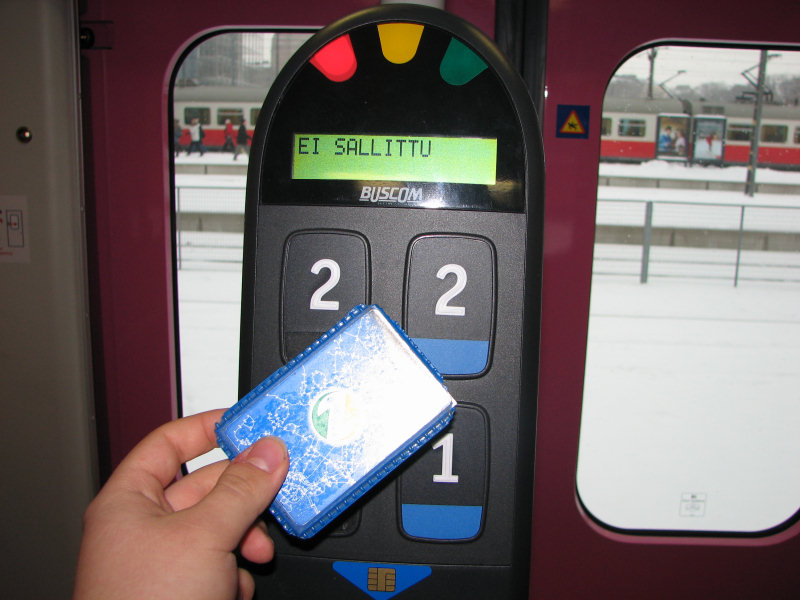
Thẻ thông minh dùng cho việc trả tiền giao thông công cộng trong vùng Helsinki; có thể đọc thẻ từ xa.
Mặt chính một thẻ thông minh không tiếp xúc của Octopus,Mặt chính một thẻ thông minh không tiếp xúc của Octopus,

Một công nghệ không tiếp xúc có liên quan là RFID (radio frequency identification – xác nhận dựa vào tần số vô tuyến). Trong một số trường hợp cụ thể, nó có thể dùng trong những ứng dụng tương tự như thẻ thông minh không tiếp xúc, chẳng hạn dùng để thu phí cầu đường điện tử. Các thiết bị RFID thông thường không có chứa bộ nhớ ghi được hay có bộ vi xử lý như thẻ thông minh.
Có loại thẻ gồm cả hai loại giao tiếp mà cho phép truy xuất bằng cách tiếp xúc và không tiếp xúc trên cùng một thẻ. Ví dụ như thẻ giao thông nhiều ứng dụng của Porto, gọi là Andante, mà dùng một chip cho cả tiếp xúc và không tiếp xúc.
Giống như thẻ thông minh có tiếp xúc, thẻ không tiếp xúc không có pin. Bên trong thẻ có một cuộn cảm mà có khả năng dò một số tín hiệu vô tuyến, chỉnh lưu tín hiệu, và rồi dùng nó để cung cấp năng lượng cho chip trên thẻ.

## Các giao thức thông tin
| Tên           | Mô tả                                                                    |
| ------------- | ------------------------------------------------------------------------ |
| T=0           | Giao thức truyền ở mức byte, quy định trong ISO/IEC 7816-3               |
| T=1           | Giao thức truyền ở mức khối, quy định trong ISO/IEC 7816-3               |
| ISO/IEC 14443 | Truyền ADPU với giao tiếp không tiếp xúc, quy định trong ISO/IEC 14443-4 |

## Các ứng dụng

### An ninh cho máy tính
Trình duyệt web Mozilla Firefox có thể dùng thẻ thông minh để lưu trữ chứng nhận dùng cho việc duyệt web một cách an ninh..
Một vài hệ thống mã hóa đĩa, chẳng hạn như FreeOTFE, có thể dùng thẻ thông minh để giữ các khóa mã một cách an ninh, và cũng để thêm một lớp nữa cho việc mã hóa các phần quan trọng nhất của đĩa cần bảo mật..
Thẻ thông minh cũng được dùng cho việc xác nhận và cho phép truy cập đến các máy tính mà không cần phải sử dụng thêm một phương tiện nào khác như mật khẩu,...

### Tài chính
Các ứng dụng của thẻ thông minh trong lĩnh vực tài chính bao gồm: thẻ tín dụng hay thẻ ATM, thẻ đổ xăng, SIM cho điện thoại di động, thẻ truyền hình cho các kênh phải trả tiền, các thẻ dùng cho điện thoại công cộng hoặc giao thông công cộng.
Thẻ thông minh cũng có thể dùng như ví điện tử. Chip trên thẻ thông minh có thể được nạp sẵn một số tiền mà có thể dùng tiêu xài tại các trạm đỗ xe và các máy bán hàng tự động. Một số ví dụ như Proton, Geldkarte, Chipknip và Mon€o. Thẻ Geldkarte của Đức cũng có thêm tính năng kiểm tra tuổi của người mua để cho phép mua thuốc lá tại các máy bán hàng tự động hay không.

### Dùng cho thẻ chứng minh hoặc các thẻ tương tự
Một ứng dụng đang ngày càng phát triển rất nhanh đó là dùng trong các thẻ chứng minh nhân dân kỹ thuật số. Trong ứng dụng này, thẻ thông minh được dùng như một bằng chứng để xác minh. Một ví dụ thường gặp nhất là sử dụng thẻ thông minh cung với một PKI. Thẻ thông minh sẽ lưu trữ một chứng nhận số đã mã hóa từ PKI cùng với các thông tin liên quan và cần thiết về người chủ thẻ. Các hệ thống hiện có như thẻ ra vào dùng chung (CAC) của Bộ quốc phòng Mỹ, và hệ thống chứng minh nhân dân tại nhiều nước áp dụng cho toàn thể công dân của họ. Khi dùng chung với các đặc trưng sinh trắc học, thẻ thông minh có độ tin cậy và an ninh tăng gấp hai đến ba lần.
Hệ thống giấy phép lái xe dùng thẻ thông minh đầu tiên trên thế giới được giới thiệu vào năm 1995 tại Mendoza, một tỉnh của Argentina. Mendoza là nơi có tỉ lệ tai nạn giao thông cao, số người vi phạm giao thông nhiều và tỉ lệ đóng phạt lại thấp. Giấy phép lái xe dùng thẻ thông minh sẽ lưu trữ và cập nhật thông tin vi phạm và số tiền phạt chưa đóng của tài xế. Nó cũng lưu thông tin cá nhân, loại và số giấy phép cũng như hình chụp của người chủ thẻ. Ngoài ra các thông tin cần thiết cho cấp cứu như nhóm máu, dị ứng, và sinh trắc học (dấu tay) cũng được lưu vào trong chip nếu người chủ thẻ yêu cầu. Chính phủ Argentina cho biết hệ thống mới này đã giúp họ thu hồi hơn 10 triệu USD tiền phạt trên một
Trường hợp Ấn Độ, năm 1999 Gujarat là tiểu bang đầu tiên đưa vào sử dụng smart card license system Lưu trữ ngày 10 tháng 4 năm 2009 tại Wayback Machine. Hiện nay, chính phủ Gujarat đã phát hành 5 triệu giấy phép lái xe dùng thẻ thông minh đến công dân của họ. Về cơ bản, đây là loại thẻ nhựa theo chuẩn ISO/IEC 7810 có khả năng lưu trữ và kiểm tra thông tin về chủ thẻ.
Thẻ thông minh đã và đang được quảng cáo như một phương tiện phù hợp cho các nhiệm vụ xác minh cá nhân, bởi chúng được thiết kế và chế tạo nhằm tránh giả mạo. Chip được nhúng trên thẻ thông minh thường được cài thêm một số thuật toán bảo mật. Thông tin về giải thuật bên trong chỉ có thể biết được nếu biết chính xác thời gian và dòng điện tiêu thụ của việc mã hóa và giải mã. Một số nghiên cứu cũng đã đưa ra tính khả thi của việc tấn công lấy cắp thông tin trên thẻ và cũng đã đưa ra nhiều biện pháp đối phó.
Bắt đầu từ năm 2009 toàn bộ dân số của Tây Ban Nha và Bỉ sẽ có thẻ chứng minh nhân dân số. Các thẻ này có hai chức năng: xác minh và chữ ký điện tử. Chữ ký này được công nhận hợp pháp. Ngày càng có nhiều quốc gia sử dụng thẻ chứng minh nhân dân số như là bằng chứng hợp pháp cho nhiều dịch vụ khác nhau. Có thể xem thêm thông tin trên  and 

### Các ứng dụng khác
Thẻ thông minh được dùng rộng rãi để bảo vệ các kênh truyền hình số có thu phí. Về tổng quan, xem mã hóa truyền hình, và để có một ví dụ đặc biệt nhằm hiểu thẻ thông minh làm việc như thế nào trong trường hợp này nên xem VideoGuard

## Một số nhược điểm
Một nhược điểm của thẻ thông minh là khả năng hư hỏng. Thẻ nhựa mà chip đặt trên nó là khá dẻo, dễ uốn, và do đó chip càng lớn thì càng dễ bị gãy. Thẻ thông minh thường được bỏ trong ví, đây là một môi trường khá khắc nghiệt đối với chip điện tử. Tuy nhiên, đối với một số hệ thống ngân hàng lớn, chi phí quản lý bảo hành thẻ có thể chấp nhận được so với chi phí giảm giả mạo và lừa đảo.
Dùng thẻ thông minh cho giao thông công cộng cũng có một chút rủi ro về quyền tự do cá nhân, bởi vì với hệ thống như vậy thì người quản lý giao thông có thể dò theo hành trình của cá nhân. Ở Phần Lan, bộ phận Bảo vệ Dữ Liệu Ombudsman cấm người quản lý giao thông của YTV thu thập các thông tin như vậy, mặc dầu trong hợp đồng với YTV người chủ thẻ có quyền yêu cầu YTV cung cấp cho họ lịch trình đi mà YTV đã tính tiền cho họ. Những thông tin về lịch trình từng được dùng trong việc truy tìm thủ phạm trong vụ đánh bom Myyrmanni.
Thẻ thông minh dùng để xác nhận khách hàng là một trong những cách an ninh nhất, có thể dùng trong những ứng dụng như giao dịch ngân hàng qua internet, nhưng mức độ an ninh không thể đảm bảo 100%. Trong trường hợp giao dịch ngân hàng qua internet, nếu PC bị nhiễm bởi các phần mềm xấu, mô hình an ninh sẽ bị phá vỡ. Phần mềm xấu có thể viết đè lên thông tin (cả thông tin đầu vào từ bàn phím và thông tin đầu ra màn hình) giữa khách hàng và ngân hàng. Nó có thể sẽ sửa đổi giao dịch mà khách hàng không biết. Có những phần mềm xấu như vậy, chẳng hạn như Trojan. Silentbanker). Các ngân hàng như Fortis Dexia ở Bỉ dùng một thẻ thông minh chung với một máy đọc thẻ không nối mạng nhằm giải quyết vấn đề trên. Khách hàng nhập một thông tin đánh giá từ trang web của ngân hàng, PIN của họ, và tổng số tiền giao dịch vào một máy đọc thẻ, máy đọc thẻ sẽ trả lại một chữ ký 8 chữ số. Chữ ký này sẽ được khách hàng nhập bằng tay vào PC và được kiểm chứng bởi ngân hàng.
Bên cạnh việc chạy đua kỹ thuật cũng là sự thiếu hẳn một chuẩn thống nhất về chức năng và an ninh của thẻ thông minh. Để giải quyết vấn đề này, dự án ERIDANE đã được khởi động bởi The Berlin Group để phát triển một "khung chức năng và an ninh cho những thiết bị bán lẻ đầu cuối dùng thẻ thông minh".

## Sách
- Rankl, W. (1997). Smart Card Handbook. W. Effing. John Wiley & Sons. ISBN 0-471-96720-3.
- Guthery, Scott B. (1998). SmartCard Developer's Kit. Timothy M. Jurgensen. Macmillan Technical Publishing. ISBN 1-57870-027-2.